# 亚洲洁能资本
亚洲洁能资本（英文：Asia Clean Capital，缩写：ACC）从事分布式光伏项目投资。亚洲洁能资本在2009年成立，在北京、上海、香港和天津设有办公室。亚洲洁能资本在中国广东、云南、辽宁、天津、江苏、浙江、河北和陕西均有运营光伏项目。亚洲洁能资本提供的光伏项目服务有投资、设计、审批、施工、运维等。

## 发展历程
2015年，亚洲洁能资本建成宜家、联合利华、安德里茨和太古可口可乐等分布式光伏发电投资项目。2016年1月，亚洲洁能资本获得高盛集团4000万美元融资。2016年3月，亚洲洁能资本和巴特勒中国达成合作协议，共同开发光伏项目。2016年4月，亚洲洁能资本与中粮可口可乐启动5.5兆瓦光伏发电项目。2016年5月，亚洲洁能资本与中国康富签署5亿元战略融资合作协议。2016年12月，亚洲洁能资本与武钢江北建设华中最大屋顶光伏项目。2017年1月，亚洲洁能资本和娃哈哈签署3.5兆瓦光伏项目合作协议。2017年2月，亚洲洁能资本与南京富士通达成屋顶光伏合作协议。2017年8月，亚洲洁能资本建成常石舟山造船厂19兆瓦光伏建筑一体化项目。2017年9月，亚洲洁能资本建成达能中国食品饮料中山工厂光伏项目。2017年11月，亚洲洁能资本与大众一汽发动机(大连)有限公司签署4.3兆瓦分布式光伏发电合作协议。2017年12月，亚洲洁能资本建成达能中国饮料西安工厂光伏发电项目。2018年2月14日，亚洲洁能资本和法国电力集团旗下子公司法电新能源在中国成立合资公司。2018年4月15日，亚洲洁能资本和护肤品公司妮维雅签署了分布式供电协议，在上海青浦的妮维雅工厂建造屋顶太阳能系统和太阳能停车棚。。2018年9月19号，亚洲洁能资本宣布与江苏大航微电网科技有限公司签署了分布式太阳能发电项目合作协议，将协作开发中国大陆200兆瓦的光伏项目。。